# بیچ هاوس
بیچ هاوس (انگلیسی: Beach House) گروه موسیقی دونفرهٔ دریم پاپ آمریکایی است که سال ۲۰۰۴ در بالتیمور شکل گرفت. اعضای گروه را ویکتوریا لگراند (خواننده، کیبوردنواز) و الکس اسکالی (گیتارنواز و خواننده) تشکیل می‌دهند.